# Небельшюц
Не́бельшюц или Не́бельчицы (нем. Nebelschütz; в.-луж. Njebjelčicy) — наименование деревни и коммуны в Германии, в земле Саксония. Подчиняется административному округу Дрезден. Входит в состав района Баутцен. Подчиняется управлению Ам Клостервассер. Население коммуны составляет 1195 человек (на 31 декабря 2010 года). Занимает площадь 22,92 км².

## Административное деление
Коммуна подразделяется на 5 сельских округов (подрайонов):
- Вендишбазелиц (Сербске-Пазлицы)
- Дюрвикниц (Ветеньца)
- Мильтиц (Милочицы)
- Небельшюц (Небельчицы)
- Писковиц (Пескецы)

## Население
Небельшюц входит в состав культурно-территориальной автономии «Лужицкая поселенческая область», на территории которой действуют законодательные акты земли Саксонии, содействующие сохранению лужицких языков и культуры лужичан. Официальным языком в населённом пункте, помимо немецкого, является лужицкий.
Согласно статистическому сочинению «Dodawki k statisticy a etnografiji łužickich Serbow» Арношта Муки в Небельчицах в 1880 годах проживало 179 человек (из них — 174 серболужичанина и 5 немцев).
Лужицкий демограф Арношт Черник в своём сочинении «Die Entwicklung der sorbischen Bevölkerung» пишет, что лужицкое население деревни в 1956 году составляло 88,6 %.
В начале 2000-х годов численность серболужицкого населения деревни Небельчицы составляло примерно две трети от общей численности.

## Достопримечательности
- Церковь святого Мартина.

## Известные жители и уроженцы
- Ян Гейдушка (1915—1944) — лужицкий поэт.